# Список умерших в 1379 году

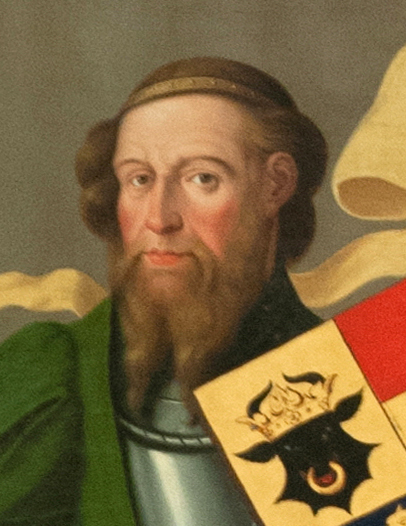
Альбрехт II

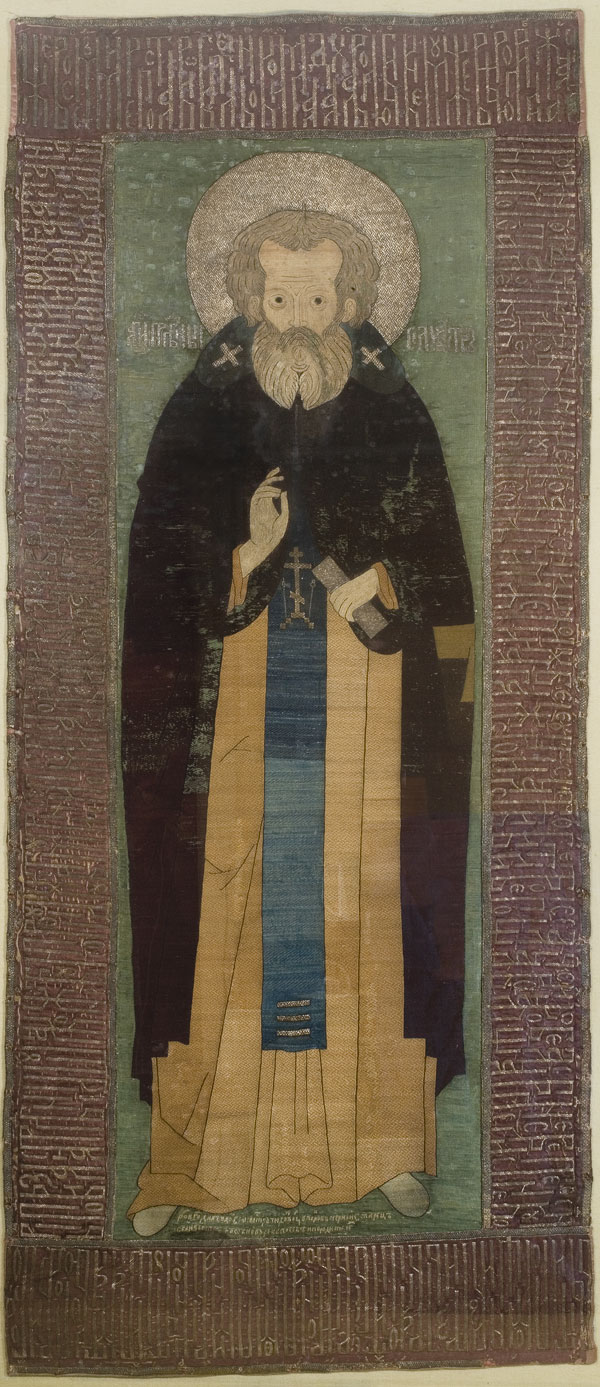
Сильвестр Обнорский

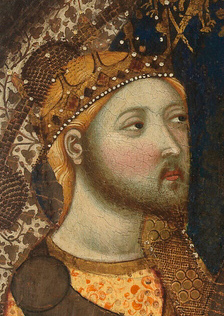
Энрике II

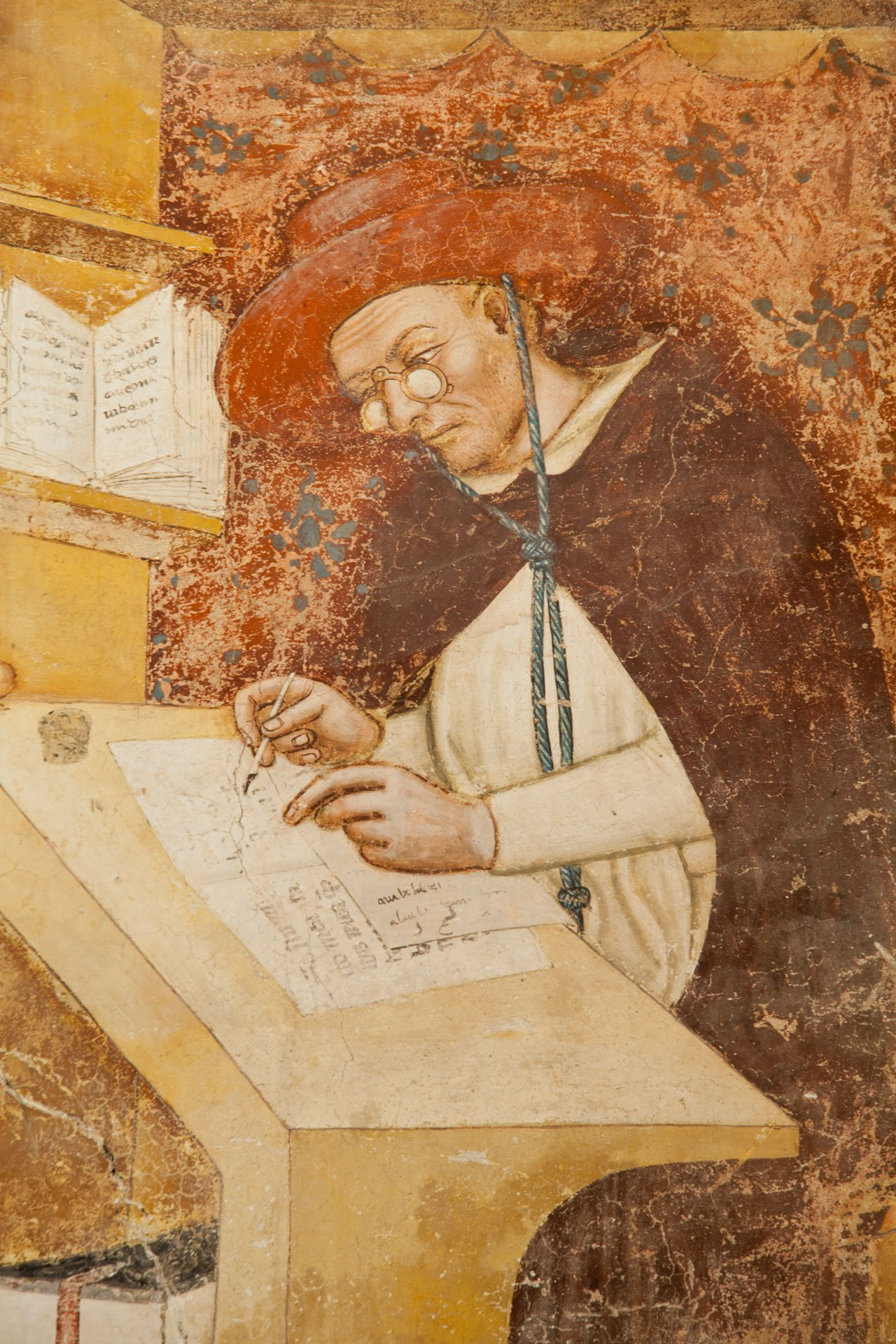
Томмазо да Модена

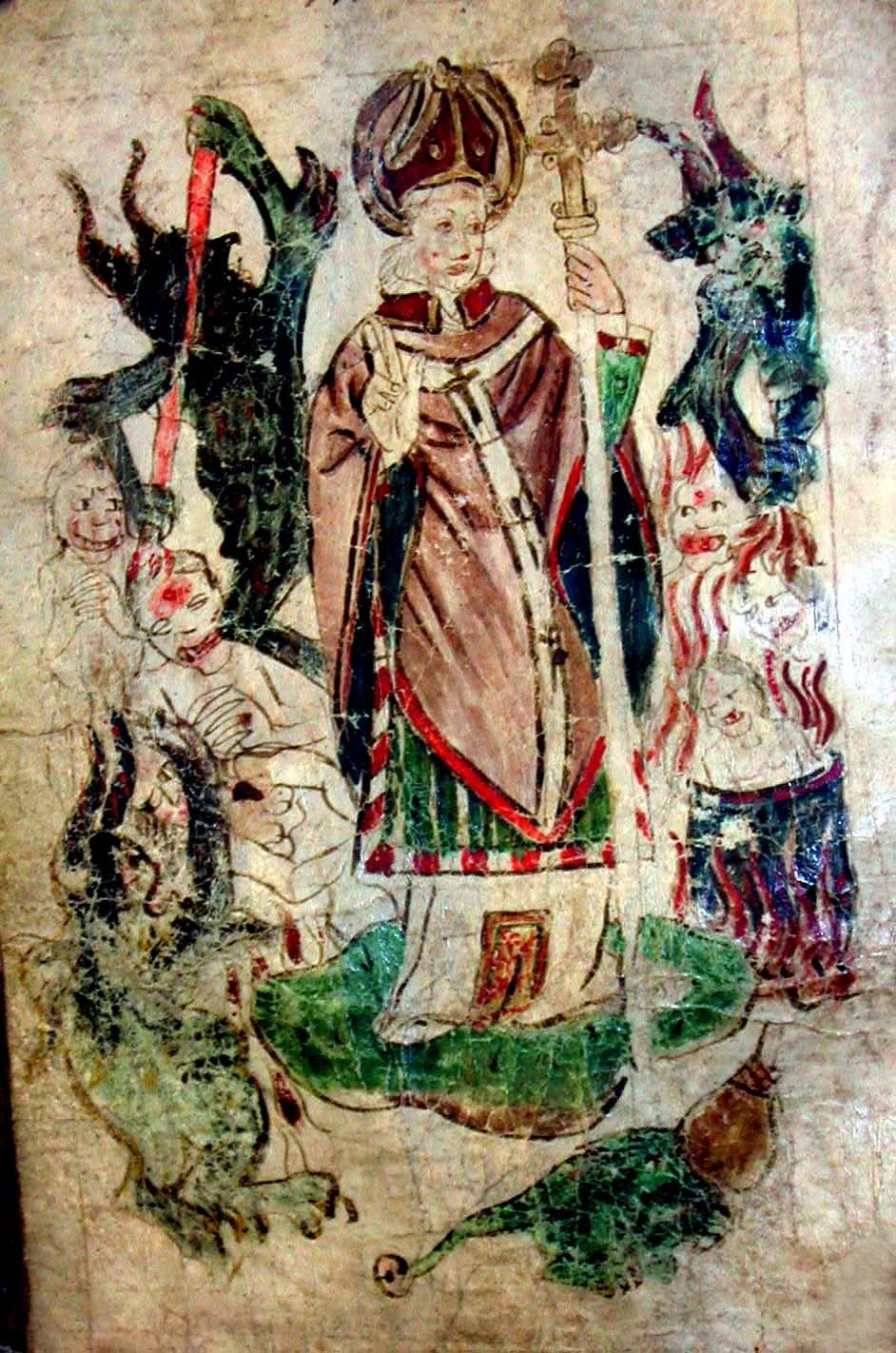
Иоанн Бридлингтонский

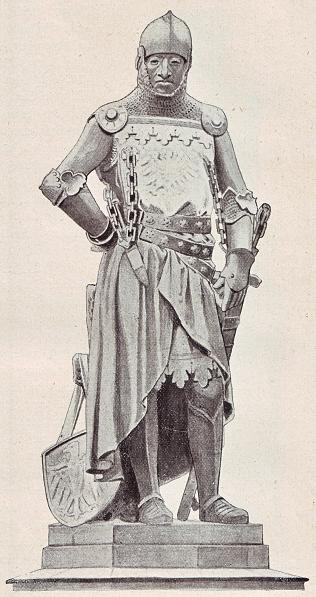
Оттон V Баварский

В этой статье представлен список известных людей, умерших в 1379 году.
См. также: Категория:Умершие в 1379 году

## Январь
- 3 января — Петер Сиклоши[англ.] — епископ Боснии (1356—1376), епископ Дьёра (1376—1377), епископ Веспрема (1377—1379)

## Февраль
- 18 февраля — Альбрехт II — князь Мекленбурга (1329–1348), первый герцог Мекленбурга (1348—1379)

## Март
- 10 марта — Агнес фон Монфорт-Фельдкирх[нем.] — жена первого графа Вадуца Хартмана III[нем.], и вторым браком жена Вольфхарта I фон Брандис[нем.].

## Апрель
- 30 апреля — Уильям Морли (59), английский аристократ, 3-й барон Морли (1360—1379).

## Май
- 8 мая — Сильвестр Обнорский — ученик Сергия Радонежского, пустынножитель, основатель Воскресенского монастыря на Обноре, преподобный.
- 29 мая — Энрике II (45) — король Кастилии и Леона (1366—1367, 1369—1379).
- Лучано Дориа[итал.] — генуэзский адмирал, участник войны Кьоджи; погиб в морской битве, которую его флот выиграл.

## Июль
- 16 июля — Томмазо да Модена — итальянский художник
- 25 июля — Готтфрид фон Линде[нем.] — верховный маршал Тевтонского ордена в Пруссии (1374—1379)
- Андреа Бонайути — итальянский художник

## Август
- 13 августа — Джакомо Орсини[фр.] — итальянский кардинал-дьякон de S. Giorgio in Velabro (1371—1379).
- 30 августа — Иван Васильевич Вельяминов, сын последнего московского тысяцкого Василия Вельяминова.

## Сентябрь
- 11 сентября — Симеон Дмитриевич — княжич московский, сын Дмитрия Ивановича Донского
- 15 сентября — Даниил Дмитриевич (р. 1370) — княжич московский, сын Дмитрия Ивановича Донского
- 17 сентября — Жан де Блёзак[фр.] — епископ Нима (1348—1361), кардинал-священник Сан-Марко (1361—1372), кардинал-епископ Сабина-Поджо Миртето (1372—1379)
- Роберт Эйлшем[англ.] — ректор Оксфордского университета (1379)

## Октябрь
- 10 октября — Иоанн Бридлингтонский — английский святой, покровитель рожениц и рыбаков.

## Ноябрь
- 15 ноября — Оттон V Баварский (Ленивый) — герцог Баварии (1347—1349) (с братьями), герцог Верхней Баварии (с братьями) (1349—1351), маркграф и курфюрст Бранденбурга (1351—1373), герцог Баварско-Ландсхутский (1373—1379).
- 30 ноября — Раймондо Лупи[итал.] — итальянский кондотьер.

## Декабрь
- 15 декабря — Джон Фицалан — первый барон Арундел (1377—1379), барон Мальтраверс (по праву жены) (1465—1379), родоначальник младшей линии рода Фицаланов, граф-маршал Англии (1377—1379), полководец Столетней войны; утонул в море.
- 16 декабря — Томас Банастр — английский рыцарь, участник столетней войны, член Ордена Подвязки (с 1375 года); утонул в море
- 23 декабря — Пьеро дельи Альбицци — итальянский политик; казнён

## Дата неизвестна или требует уточнения
- Аксарай[англ.] — персидский врач.
- Ван Гуанъян, китайский государственный деятель.
- Герлах II[англ.] — последний граф Изенбург-Арнфельса (1333—1379)
- Георгий I Балшич — господарь Зеты (1373—1379)
- Жан III де Шалон-Осер — граф Осера и Тоннера (1346—1366), отстранён от власти из-за душевного расстройства.
- Ибн Марзук[англ.] — мусульманский учёный (юрист, историк)
- Иван Нелипчич[англ.] — хорватский магнат, князь Цетины
- Стефано Колонна — итальянский кардинал (1378—1379).
- Мартин Энрикес де Лакарра, наваррский дворянин и маршал.
- Мир-и Бузург[англ.] — основатель и первый правитель иранского государства и династии Мараши[англ.] (1359—1362)
- Михаил — Митрополит Киевский и всея Руси (1378—1379).
- Роберт де ла Порта[фр.] — профессор канонического права и канцлер короля Наварры Карла Злого, епископ Авранша (1359—1379)
- Филофей — патриарх Константинопольский (1353—1354, 1364—1376); умер в заточении
- Яхья Ибн Халдун[фр.] — арабский историк; убит